# Fundoplicatio secondo Nissen-Rossetti
La fundoplicatio secondo Nissen-Rossetti è un intervento chirurgico praticato al fine di prevenire il reflusso di materiale acido dallo stomaco verso l'esofago.
La malattia da reflusso gastroesofageo è causata da un malfunzionamento dello sfintere esofageo inferiore, da un rallentamento dello svuotamento gastrico, da un aumento dell'acidità gastrica, o da una combinazione di questi meccanismi.
La maggior parte dei pazienti con malattia da reflusso gastroesofageo è attualmente trattata con farmaci inibitori di pompa protonica, quali ad esempio omeprazolo o pantoprazolo. Sono anche utili in questi casi gli antiacidi, i procinetici o gli antagonisti dei recettori H2 per l'istamina (quali la ranitidina e simili).
Nei casi in cui la terapia medica fosse controindicata o comunque poco efficace, il trattamento chirurgico previene il reflusso in esofago mediante plicatura del fondo gastrico attorno al tratto inferiore dell'esofago e sutura in situ. Questo porta ad un aumento di pressione nel versante esofageo dello sfintere, con miglioramento della sintomatologia.

## Storia
Rudolph Nissen fu il primo ad utilizzare tale tecnica nel 1955 e pubblicò i risultati l'anno successivo. Nel 1961 pubblicò invece tutti i dettagli della procedura.

## Indicazioni
Viene utilizzata per trattare:
- Malattia da reflusso gastroesofageo
- Ernia iatale

## Intervento
Oggi la fundoplicatio viene eseguita quasi esclusivamente per via laparoscopica, mentre fino a pochi anni fa si eseguiva una laparotomia mediana xifo ombelicale e meno frequentemente si accedeva all'esofago per via toracica (nel caso ad esempio di obesità grave). Entrambe le tecniche erano molto laboriose e richiedevano tempi d'intervento molto lunghi.
Fra le varie forme di fundoplicatio (altre sono quella secondo Toupet e secondo Belsey Mark-IV), la Nissen-Rossetti è la più utilizzata.

## Complicanze
Fra le complicanze che si riscontrano dopo l'intervento: 
- Disfagia
- Sindrome da dumping

Inoltre le recidive si attestano al 10%.